# George Ford (Politiker)

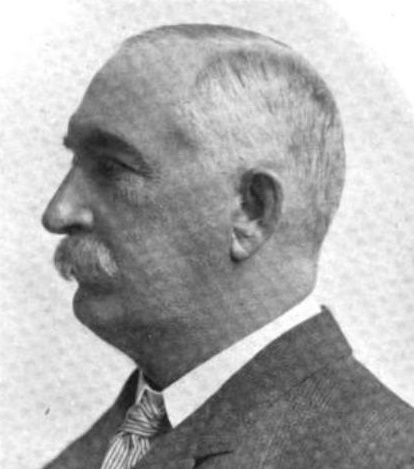
George Ford

George Ford (* 11. Januar 1846 in South Bend, Indiana; † 30. August 1917 ebenda) war ein US-amerikanischer Politiker. Zwischen 1885 und 1887 vertrat er den Bundesstaat Indiana im US-Repräsentantenhaus.

## Werdegang
George Ford besuchte die öffentlichen Schulen seiner Heimat und arbeitete nebenbei als Fassbinder. Nach einem anschließenden Jurastudium an der University of Michigan in Ann Arbor und seiner 1869 erfolgten Zulassung als Rechtsanwalt begann er in seiner Heimatstadt South Bend in diesem Beruf zu arbeiten. Im Jahr 1873 und zwischen 1875 und 1884 fungierte er als Staatsanwalt im St. Joseph County.
Politisch war Ford Mitglied der Demokratischen Partei. Bei den Kongresswahlen des Jahres 1884 wurde er im 13. Wahlbezirk von Indiana in das US-Repräsentantenhaus in Washington, D.C. gewählt, wo er am 4. März 1885 die Nachfolge von Benjamin F. Shively antrat. Da er im Jahr 1886 auf eine erneute Kandidatur verzichtete, konnte er bis zum 3. März 1887 nur eine Legislaturperiode im Kongress absolvieren. Nach seinem Ausscheiden aus dem US-Repräsentantenhaus leitete Ford für einige Zeit die Rechtsabteilung einer großen Firma. Danach praktizierte er wieder als Anwalt in South Bend. 1914 wurde er zum Richter am Superior Court im St. Joseph County gewählt. Er starb am 30. August 1917 in South Bend.